# Осока расходящаяся
Осо́ка расходя́щаяся (лат. Carex dispalata) — многолетнее травянистое растение, вид рода Осока (Carex) семейства Осоковые (Cyperaceae).

## Ботаническое описание
Сизо-зелёное растение с ползучим корневищем и с толстыми и длинными побегами.
Стебли сплюснуто и остро-(почти крылато-)трёхгранные, кверху шероховатые, 60—100 см высотой, окружены при основании пурпурными, сетчато расщепляющимися, тупо-килеватьыми влагалищами.
Листья возрастающие, жестковатые, с двумя резко выступающими жилками, 4—8 мм шириной, почти равные стеблю.
Верхний колосок тычиночный, цилиндрический, 3—6 см длиной, с узкими и притуплёнными красновато-ржавыми чешуями; остальные 2—5 пестичные (нижний из них иногда ветвистый), много- и густоцветковые, булавовидно-цилиндрические и цилиндрические, 2—10 см длиной, верхние сидячие или почти сидячие, книзу редеющие, нижние обычно на шероховатых трёхгранных ножках 0,5—5(10) см длиной, прямостоячие, могут быть поникающие. Чешуи пестичных колосков ланцетные, наверху усечённые, красновато-пурпурные,  с тремя кверху шероховатыми жилками, между ними зелёные, по краю узко белоперепончатые, большей частью с остью, короче мешочков. Рылец 3. Мешочки матовые, округло- или тупо-трёхгранные в поперечном сечении, обычно немного вздутые, яйцевидные, (2)3—3,5(4) мм длиной, тёмно- или оливково-зелёные, перепончатые, с неясными жилками, мелко и плоско сморщенные, зрелые косо или, чаще, горизонтально отклонённые от оси колоска, в основании круглые, на короткой ножке, с сильно изогнутым наружу, цельным, коническим, косо усечённым, слабо выемчатым, на верхушке белоперепончато окаймлённым пурпурным носиком. Нижний кроющий лист без влагалища, может быть с длинной пластинкой, иногда превышающей соцветие.
Число хромосом 2n=78, 84.
Вид описан из Японии (остров Хоккайдо).

## Распространение
Восточная Азия: Северо-Восточный и Центральный Китай, полуостров Корея, Япония; Дальний Восток: Удский и Уссурийский районы, Сахалин, Курилы (юг).